# Heinrich Johann Bülle
Heinrich Johann Bülle (geboren um 1686; † 16. Juni 1761 in Schwerin) war ein mecklenburgischer Hofbildhauer, dessen Werk durch die Formensprache des flämischen Barocks geprägt ist.

## Leben
Zur Herkunft Heinrich Johann Bülles (auch Hinrich Johan Bülle) gibt es keine gesicherten Hinweise. Eine Ausbildung in Lübeck bei Thomas Quellinus ist wahrscheinlich. 
Ab 1709 stand er in den Diensten des mecklenburgischen Herzogs Friedrich Wilhelm I. und wurde 1717 vom nachfolgenden Herzog Karl Leopold zum „Hoff-Bildhauer, Stein und Structur-Arbeiter“ ernannt. Bülle wohnte in der Schweriner Neustadt auf der Schelfe und hatte drei Töchter aus zwei Ehen. Einer seiner Schwiegersöhne war der Architekt und Hofbaumeister Johann Joachim Busch, der u. a. die Stadtkirche zu Ludwigslust errichtete. Andere Mitglieder der Familie Busch waren gemeinsam mit Bülle an der Herstellung von Altaraufsätzen beteiligt. Bülle starb im Juni 1761 in Schwerin.

## Werk
Überliefert sind Einzelplastiken und vor allem Altaraufbauten und Kanzeln in Mecklenburger Dorfkirchen:
- um 1711 in Schwerin die Sandsteinputti über den Portalen der Schelfkirche
- 1714 Altarskulpturen in der Dorfkirche Jesendorf
- nach 1720 Epitaph für E. C. von Voss in der Dorfkirche Groß Gievitz
- nach 1721 Epitaph für E. C. von Koppelow in der Kirche Ivenack
- nach 1723 Epitaph für U. O. von Dewitz in der Dorfkirche Holzendorf bei Woldegk (Zuschreibung nicht gesichert)
- 1728–29 Altar in der Kirche St. Vitus zu Döbbersen (die gleichzeitig hergestellte Kanzel existiert nicht mehr)
- 1733 Altar in der Kirche Zarrentin
- 1736 Kanzelaltar in der Dorfkirche Alt Karin
- 1739 Kanzel  und 1749  Altar in Hohenkirchen
- 1. Hälfte 18. Jh. Kanzel in der Dorfkirche Friedrichshagen

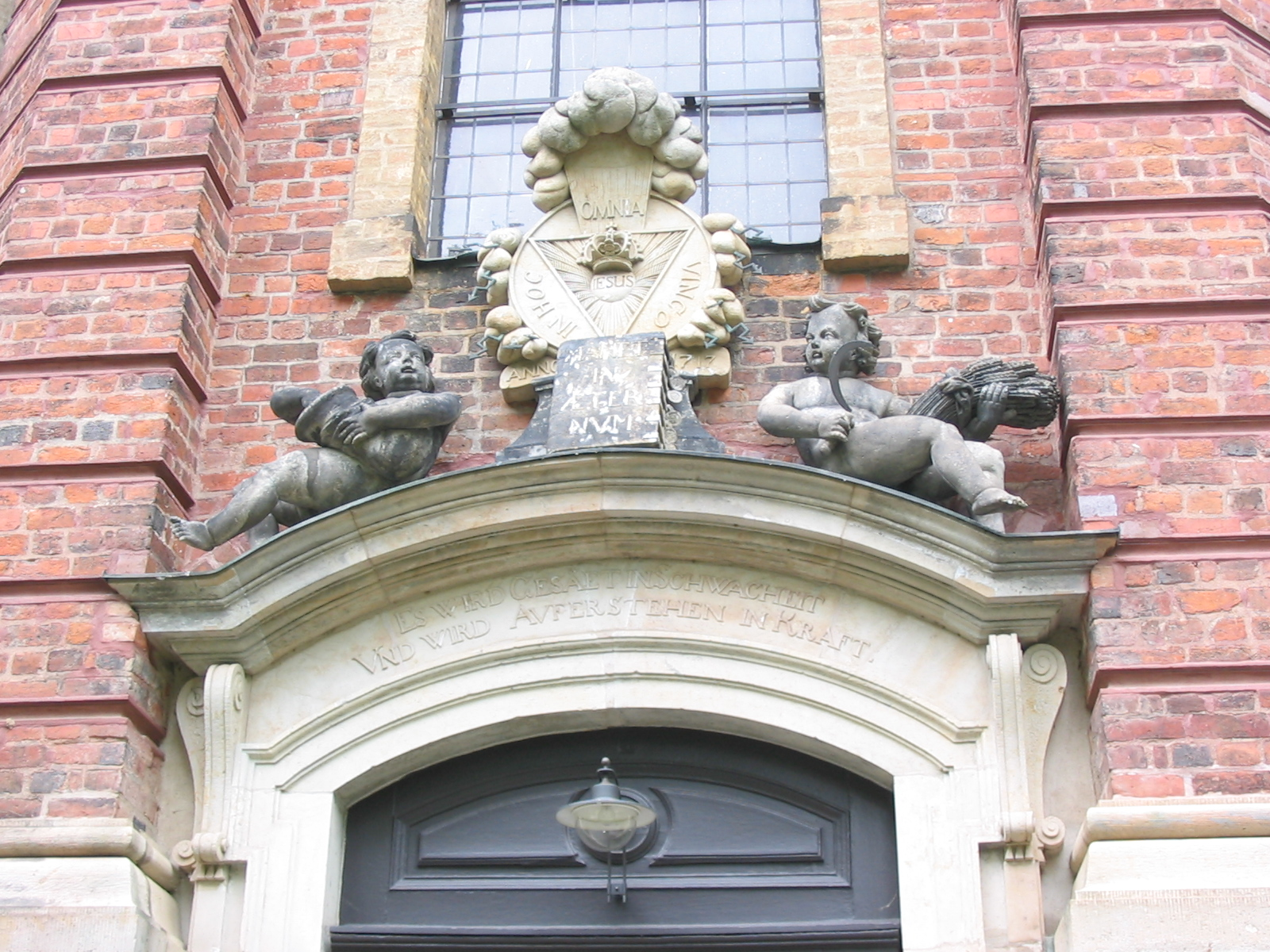
Portalbekrönung Schelfkirche
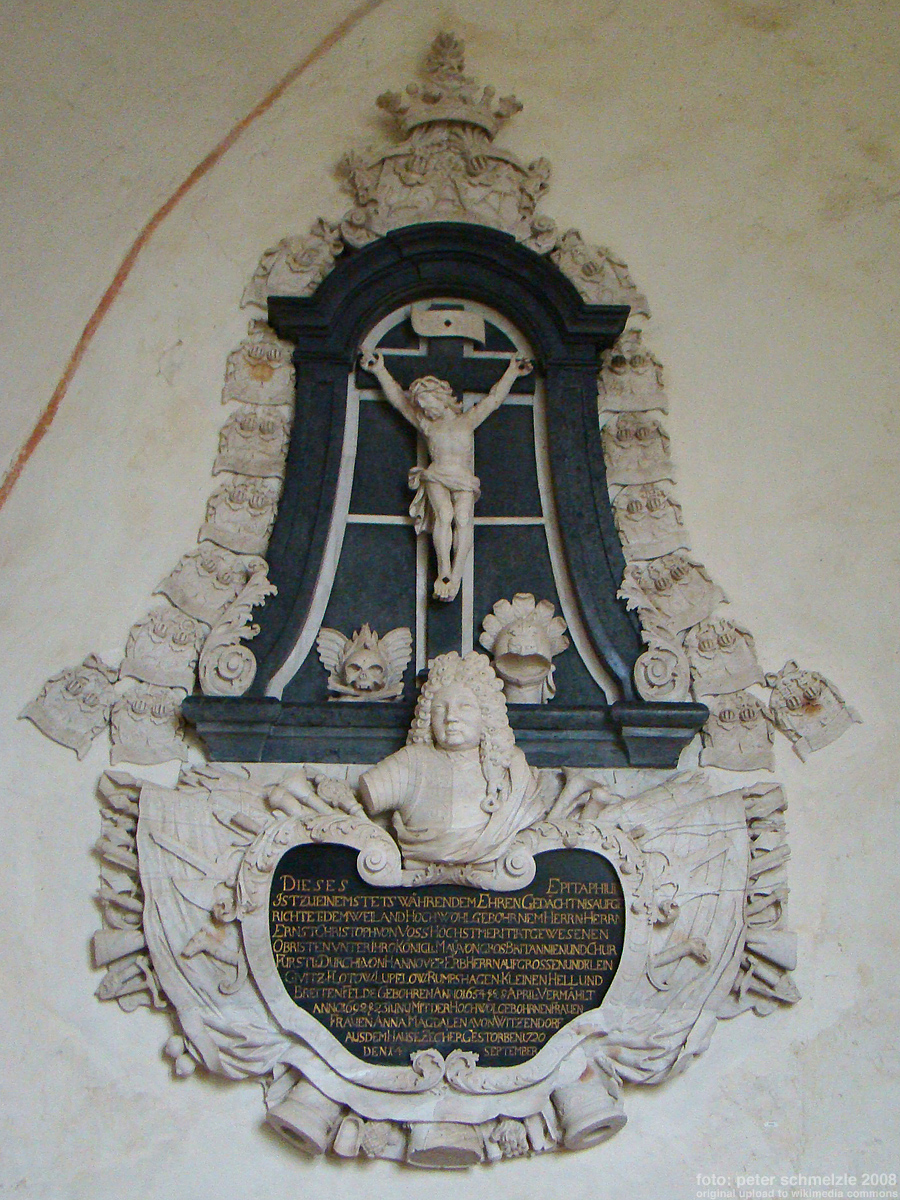
Epitaph Voss
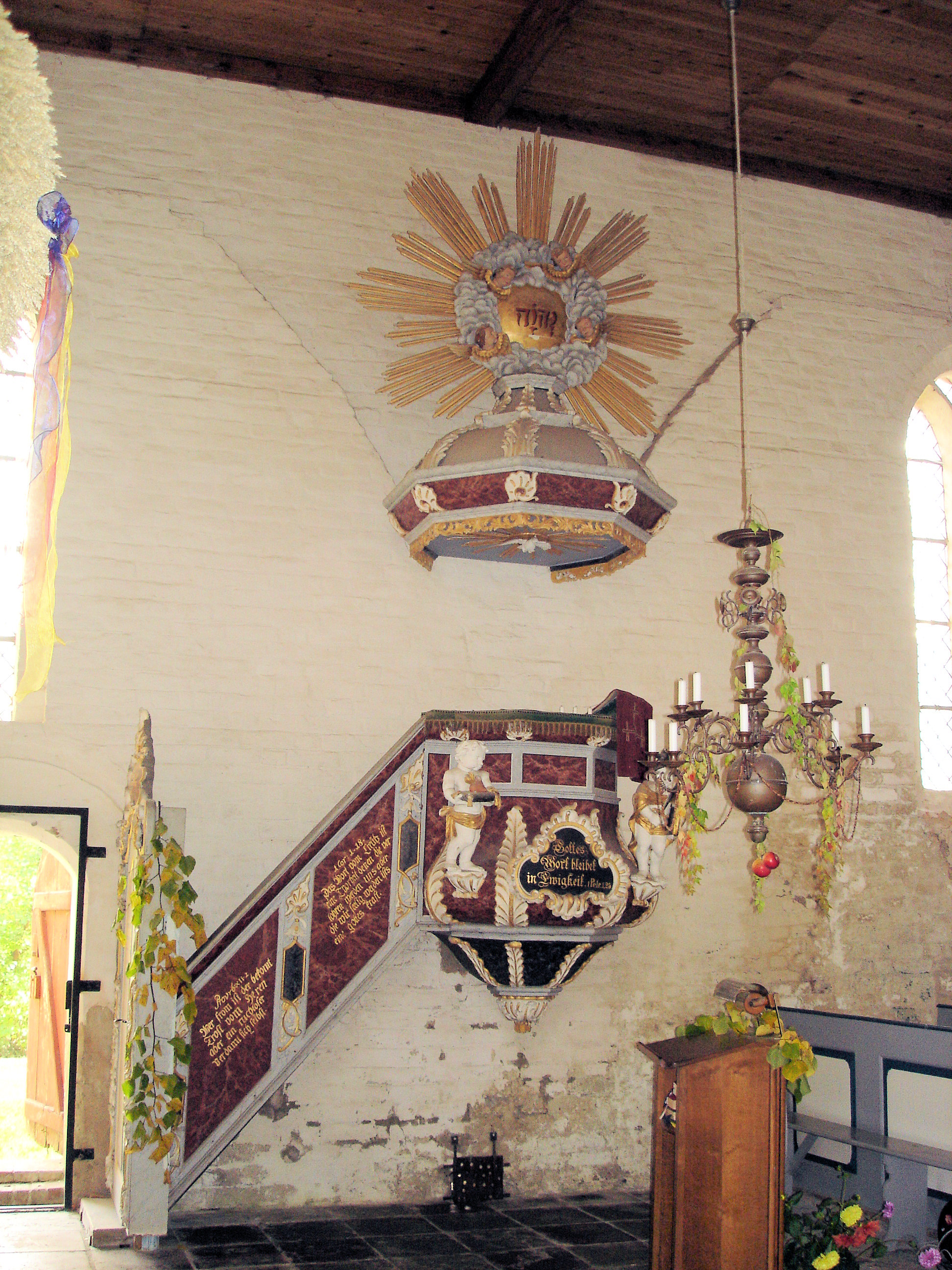
Kanzel Friedrichshagen
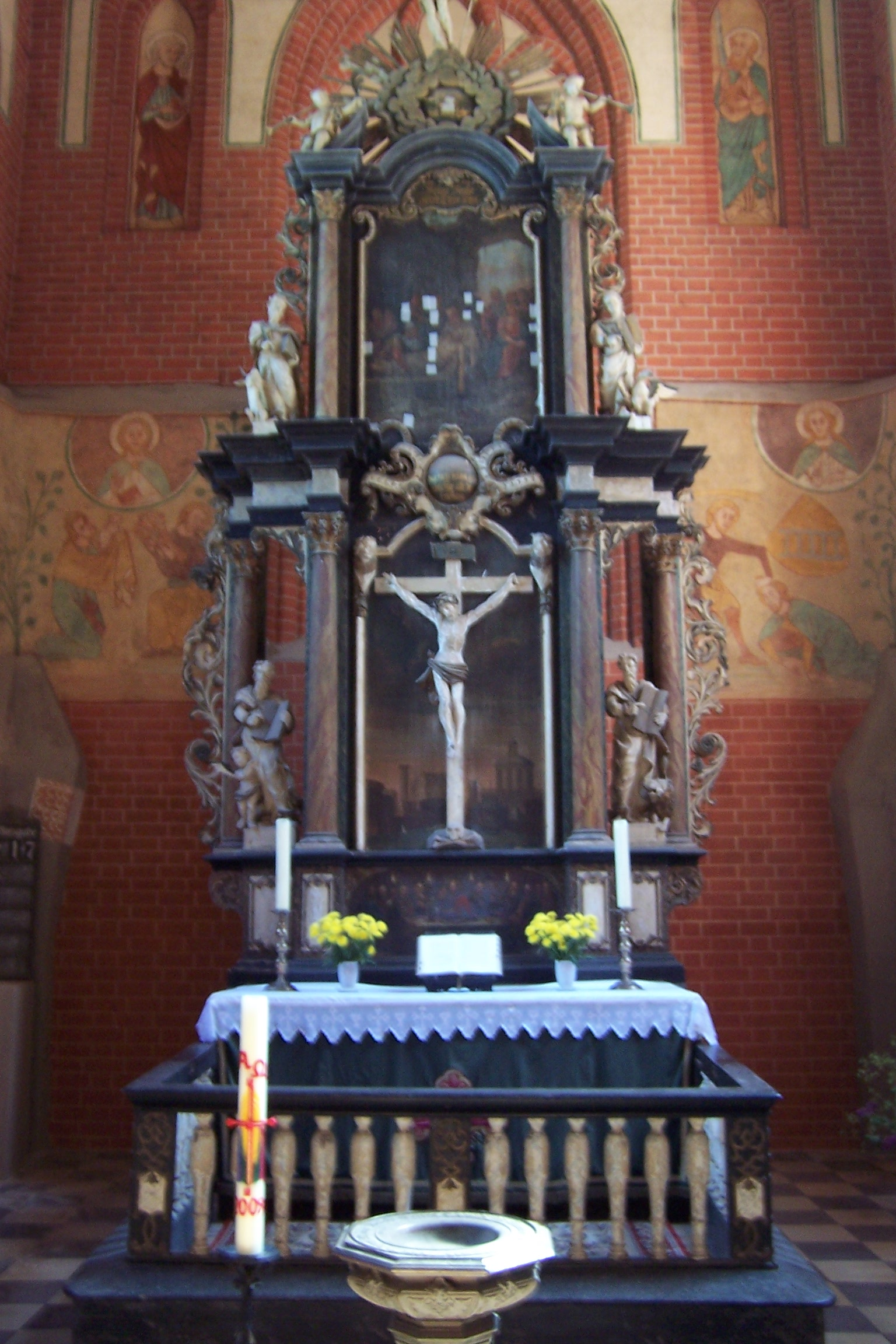
Altar Zarrentin (2009)